# Noodverordening
Een noodverordening is in Nederland een verordening die door een burgemeester, gezaghebber of voorzitter van een veiligheidsregio wordt vastgesteld indien er grote vrees bestaat voor ernstige wanordelijkheden.
Een noodverordening moet vervolgens worden bekrachtigd door de gemeenteraad of eilandsraad. Indien de gemeente- of eilandsraad weigert de noodverordening te bekrachtigen, kan de burgemeester of gezaghebber beroep aantekenen bij de commissaris van de Koning(in) of de Rijksvertegenwoordiger, die de noodverordening alsnog kan bekrachtigen.
Een noodverordening vormt over het algemeen een ernstige inbreuk op grondrechten zoals de vrijheid van beweging en de vrijheid van demonstratie, en wordt daarom zelden uitgevaardigd. In tegenstelling tot een noodverordening, die moet worden gepubliceerd, kan een burgemeester of gezaghebber ook een noodbevel uitvaardigen met een bevel voor één of meerdere personen.
De noodverordening wordt geregeld in artikel 176 Gemeentewet en artikel 179 Wet openbare lichamen Bonaire, Sint Eustatius en Saba. Het noodbevel is geregeld in artikel 175 Gemeentewet en artikel 178 Wet openbare lichamen Bonaire, Sint Eustatius en Saba.
De Wet veiligheidsregio's bepaalt dat in geval van een ramp of crisis van meer dan plaatselijke betekenis, of van ernstige vrees voor het ontstaan daarvan, de voorzitter van de betreffende veiligheidsregio ten behoeve van de rampenbestrijding en crisisbeheersing in de betrokken gemeenten bij uitsluiting bevoegd is tot het bovenstaande.
Een minister kan de voorzitters van veiligheidsregio's een opdracht geven, wat kan resulteren in noodverordeningen. De opdracht wordt soms door een veiligheidsregio of gemeente gepubliceerd als bijlage bij een noodverordening.

## Wetten
| Wet(boek)    | Gemeentewet |
| Artikel      | 175 |
| Omschrijving | # In geval van oproerige beweging, van andere ernstige wanordelijkheden of van rampen of zware ongevallen, dan wel van ernstige vrees voor het ontstaan daarvan, is de burgemeester bevoegd alle bevelen te geven die hij ter handhaving van de openbare orde of ter beperking van gevaar nodig acht. Daarbij kan van andere dan bij de Grondwet gestelde voorschriften worden afgeweken. 1. De burgemeester laat tot maatregelen van geweld niet overgaan dan na het doen van de nodige waarschuwing. |

| Wet(boek)    | Gemeentewet |
| Artikel      | 176 |
| Omschrijving | # Wanneer een omstandigheid als bedoeld in artikel 175, eerste lid, zich voordoet, kan de burgemeester algemeen verbindende voorschriften geven die ter handhaving van de openbare orde of ter beperking van gevaar nodig zijn. Daarbij kan van andere dan bij de Grondwet gestelde voorschriften worden afgeweken. Hij maakt deze voorschriften bekend op een door hem te bepalen wijze. 1. De burgemeester brengt de voorschriften zo spoedig mogelijk ter kennis van de raad, van de commissaris van de Koning en van de officier van justitie, hoofd van het arrondissementsparket. 2. De voorschriften vervallen, indien zij niet door de raad in zijn eerstvolgende vergadering die blijkens de presentielijst door meer dan de helft van het aantal zitting hebbende leden is bezocht, worden bekrachtigd. 3. Indien de raad de voorschriften niet bekrachtigt, kan de burgemeester binnen vierentwintig uren administratief beroep instellen bij de commissaris van de Koning. Deze beslist binnen twee dagen. Gedurende de beroepstermijn en de behandeling van het administratief beroep blijven de voorschriften van kracht. 4. Hoofdstuk 6 en afdeling 7.3 van de Algemene wet bestuursrecht zijn niet van toepassing op het administratief beroep, bedoeld in het vierde lid. 5. De commissaris kan de werking van de voorschriften opschorten zolang zij niet bekrachtigd zijn. Het opschorten stuit onmiddellijk de werking van de voorschriften. 6. Zodra een omstandigheid als bedoeld in artikel 175, eerste lid, zich niet langer voordoet, trekt de burgemeester de voorschriften in. Het tweede lid is van overeenkomstige toepassing. |

| Wet(boek)    | Wet openbare lichamen Bonaire, Sint Eustatius en Saba |
| Artikel      | 178 |
| Omschrijving | # In geval van oproerige beweging, van andere ernstige wanordelijkheden of van rampen of zware ongevallen, dan wel van ernstige vrees voor het ontstaan daarvan, is de gezaghebber bevoegd alle bevelen te geven die hij ter handhaving van de openbare orde of ter beperking van gevaar nodig acht. Daarbij kan van andere dan bij de Grondwet gestelde voorschriften worden afgeweken. 1. De gezaghebber laat tot maatregelen van geweld niet overgaan dan na het doen van de nodige waarschuwing. |

| Wet(boek)    | Wet openbare lichamen Bonaire, Sint Eustatius en Saba |
| Artikel      | 179 |
| Omschrijving | # Wanneer een omstandigheid als bedoeld in artikel 178, eerste lid zich voordoet, kan de gezaghebber algemeen verbindende voorschriften geven die ter handhaving van de openbare orde of ter beperking van gevaar nodig zijn. Daarbij kan van andere dan bij de Grondwet gestelde voorschriften worden afgeweken. Hij maakt deze voorschriften bekend op een door hem te bepalen wijze. 1. De gezaghebber brengt de voorschriften zo spoedig mogelijk ter kennis van de eilandsraad, van de Rijksvertegenwoordiger en van de officier van justitie, hoofd van het parket in eerste aanleg. 2. De voorschriften vervallen, indien zij niet door de eilandsraad in zijn eerstvolgende vergadering die blijkens de presentielijst door meer dan de helft van het aantal zitting hebbende leden is bezocht, worden bekrachtigd. 3. Indien de eilandsraad de voorschriften niet bekrachtigt, kan de gezaghebber binnen vierentwintig uren administratief beroep instellen bij de Rijksvertegenwoordiger. Deze beslist binnen twee dagen. Gedurende de beroepstermijn en de behandeling van het administratief beroep blijven de voorschriften van kracht. 4. De Rijksvertegenwoordiger kan de werking van de voorschriften opschorten zolang zij niet bekrachtigd zijn. Het opschorten stuit onmiddellijk de werking van de voorschriften. 5. Zodra een omstandigheid als bedoeld in artikel 178, eerste lid, zich niet langer voordoet, trekt de gezaghebber de voorschriften in. Het tweede lid is van overeenkomstige toepassing. |

## Vastgestelde noodverordeningen in Nederland
- Heerenveen, 1938. Tegen anti-oorlogspropaganda.
- Zierikzee, 1953. Om mensen te dwingen te evacueren.
- Lekkerkerk, 1980-1981. In verband met het gifschandaal.
- Amsterdam, 1981. Messenverbod op de Zeedijk
- Dodewaard, 1981. Tegen de blokkade van kerncentrale Dodewaard.
- Utrecht, 1982. De burgemeester van Utrecht vaardigt een noodverordening uit voor de ontruiming van het bos Amelisweerd, dat werd bezet door duizenden actievoerders en deels moest wijken voor de aanleg van de A27.
- Onderbanken, januari 2006. De juist aangetreden tijdelijke burgemeester van Onderbanken Jos Zuidgeest vreest voor 'ernstige ongeregeldheden' als het ministerie van Defensie in januari 2006 zal overgaan tot het kappen van 6 ha bos in Onderbanken om de aanvliegroute van de AWACS-vliegtuigen veilig te stellen. Op 2 januari stelt hij daarom een noodverordening vast, die het verblijf in het bos verbiedt met ingang van 5 januari 2006. De gemeenteraad weigert op 4 januari deze noodverordening te bekrachtigen, waarop de burgemeester beroep aantekent bij de Limburgse gouverneur Léon Frissen. Deze bekrachtigt op 5 januari alsnog de noodverordening. Op 8 januari 2006, de dag voor de bomenkap, lopen ca. 1500 mensen in een protesttocht naar de Schinveldse Bossen om de actievoerders van GroenFront! en de Vereniging STOP awacs, die zich al sinds december 2005 in boomhutten hebben verschanst, te steunen. Ondanks de noodverordening, duidelijke waarschuwingen van de autoriteiten en een poging van de politie om de mensen tegen te houden, negeren velen het verbod het bos in te gaan.
- Kerkrade, 2008. Tegen relschoppende hooligans van Fortuna Sittard.
- Leiden, jaarwisseling 2008-2009. Om herhaling van wanordelijkheden een jaar eerder te voorkomen, wordt in vier wijken van Leiden een noodverordening ingesteld. Het is van 30 december 12.00 uur tot 1 januari 9.00 uur verboden om onherkenbaar op straat te lopen, stokken en stenen bij zich te dragen en naar een plek te gaan waar relletjes zijn of dreigen uit te breken.
- Haarlemmermeer, 26 februari – eind maart 2009. Gebied rondom het vliegtuigwrak van het verongelukte toestel van Turkish Airlines-vlucht 1951. Dit om overlast voor de onderzoekers en omwonenden te voorkomen.[7][8]
- Haarlemmermeer, 7 maart 2009 – 8 maart 0.00 uur. Gebied rond de herdenkingsdienst voor de slachtoffers van het neergestorte vliegtuig van Turkish Airlines-vlucht 1951 om ongeregeldheden te voorkomen.[9]
- Amsterdam, 4 mei 2009 16.00-21.00 uur, op de Dam in Amsterdam zodat de politie meer bevoegdheden heeft tijdens de kranslegging, dit naar aanleiding van de mislukte aanslag op het koningshuis van 30 april 2009.
- 's-Hertogenbosch, 23 mei 2009 10.00-20.00 uur. Om confrontaties tussen de demonstrerende extreemrechtse Nederlandse Volks-Unie en extreemlinkse demonstranten te voorkomen. Hierbij worden 30 arrestaties verricht.
- Culemborg, 4 januari 2010. In de wijk Terweijde wordt een noodverordening voor twee weken afgekondigd nadat er felle rellen zijn ontstaan tussen Molukkers en Marokkanen.[10]
- Veendam, 20 maart 2010. Na een reeks branden, vermoedelijk aangestoken door een pyromaan, mag niemand meer in Veendam rondlopen met potentieel brandgevaarlijke middelen. De politie mag bovendien preventief fouilleren.[11]
- Deventer, 25 maart 2010. Voetbalwedstrijd Go Ahead Eagles-Ajax.[12]
- Bergen, 14 april 2010. Heidebrand maakt evacuatie noodzakelijk.[13]
- Moerdijk, 6 januari 2011. Afsluiting industrieterrein in verband met een brand bij Chemie-Pack.[14]
- Bergen, 2 mei 2011. Een grote duinbrand woedt in de duinen bij Schoorl, een noodverordening moet onbevoegden uit het gebied houden om het werk van de brandweer mogelijk te maken en dwingt eigenaren van onroerend goed de werkzaamheden van de brandbestrijding toe te staan op hun percelen (hoewel dat laatste ook al toegestaan is op grond van artikel 62 van de Wet veiligheidsregio's). De verordening wordt in de daaropvolgende dagen diverse keren aangepast aan de situatie en op 5 mei ingetrokken.
- Veere, mei 2011. Noodverordening in verband met het ruimen van een 1000-ponder uit WO2 op 31 mei 2011, welke ligt bij het KNRM-station in Westkapelle.[15]
- Deventer, 26-27 november 2011. Voetbalwedstrijd Go Ahead Eagles-FC Zwolle.[16]
- Harderwijk, 27 november 2011. Noodverordening in verband met het vervoer van de orka Morgan van Dolfinarium Harderwijk naar Loro Parque op Tenerife, waartegen protesten worden verwacht door de Orca Coalitie of daarmee zich verbonden voelende personen.[17]
- Heerlen, 2 december 2011. Noodverordening in verband met het instortingsgevaar van het Loon.[18]
- Maastricht, 19 april 2012. Noodverordening demonstratieverbod in verband met het bezoek van de Turkse president Abdullah Gül en zijn vrouw. Bij dit bezoek was koningin Beatrix zelf ook aanwezig.
- Haren, 21 september 2012. Noodverordening voor het openbaar nuttigen van drank in verband met een uit de hand gelopen oproep op Facebook voor een verjaardagsfeest.[19]
- Winschoten, 2 oktober 2012. De gemeente Oldambt kondigt een noodverordening af voor de binnenstad van Winschoten. De maatregel blijft vier weken van kracht. Burgemeester Smit hoopt zo een einde te kunnen maken aan de reeks branden waar brandstichting de oorzaak van is. Na een week wordt er uiteindelijk een man van 26 jaar en een vrouw van 25 jaar gearresteerd.
- Amsterdam, 20-26 maart 2014. De burgemeester van Amsterdam kondigt een noodverordening af voor de gedeelten van het grondgebied van Amsterdam gelegen binnen de ringweg A10, de omgeving van het Novotel, de omgeving van het Hilton Hotel, de omgeving van het Okura Hotel en de ondergrondse parkeergarage, de omgeving van de Dam en de omgeving van het Museumplein. De afkondiging wordt gedaan om de veiligheid van internationale delegaties (53 landen) te kunnen waarborgen en ongeregeldheden te voorkomen tijdens de Nuclear Security Summit 2014.[20]
- Haarlemmermeer, 22-26 maart 2014. De burgemeester van Haarlemmermeer kondigt een noodverordening af voor de gehele gemeente. De afkondiging wordt gedaan om de veiligheid van internationale delegaties te kunnen waarborgen en ongeregeldheden te voorkomen. De delegaties van 53 wereldleiders en staatshoofden zijn in Nederland voor de Nuclear Security Summit 2014.[21]
- Roermond, 17-20 december 2014. De burgemeester van Roermond kondigt op 17 december een noodverordening af nadat er bij een grote brand in jachthaven Het Steel in Roermond veel asbest is vrijgekomen dat in grote delen van de binnenstad terecht is gekomen.
- Wateringen, 13 januari 2015. De burgemeester kondigt een noodverordening af nadat er bij een brand in een loods grote hoeveelheden asbest zijn vrijgekomen in de omgeving.
- Alphen aan den Rijn, 3 augustus 2015. Noodverordening nadat twee bouwkranen zijn omgevallen tijdens werkzaamheden aan de Koningin Julianabrug, waardoor huizen en winkelpanden flink beschadigd zijn geraakt. De omgeving waar de kranen neervielen werd afgezet.
- Rotterdam, 11 maart 2017. Er wordt een noodverordening uitgevaardigd nadat de Turkse minister van familiezaken naar Rotterdam is gekomen om hier een groep Nederlandse Turken toe te spreken. Dit uit overweging voor gevaarlijke omstandigheden en rellen.
- Zutphen, 6 juli 2017. Er wordt een noodverordening uitgevaardigd na de vondst van een V1-bom. Deze is tot ontploffing gebracht, maar omdat er nog resten liggen, stelt burgemeester Annemieke Vermeulen toch een noodverordening in.
- Noordwijk, 8 juni 2018. Er wordt een noodverordening uitgeroepen door burgemeester Jan Rijpstra na een reeks brandstichtingen op en rond het Rederijkersplein. De noodverordening geldt van 22.00 tot 06.00 uur en duurt tot zondag 17 juni 2018 23.59 uur.[22][23]
- Van maart t/m 30 november 2020 in alle veiligheidsregio's noodverordeningen verband houdend met de coronacrisis.[24] Ze zijn steeds gebaseerd op een landelijke modelverordening van het Veiligheidsberaad[25] maar verschillen per veiligheidsregio op aanvullende bepalingen. Ze werden vervangen door landelijke regelingen.
- Eindhoven, 25 juni 2020. Noodverordening om rellen, die aangekondigd werden op sociale media, te voorkomen. Eerder die week waren er ook al rellen in het nabijgelegen Helmond, waarbij ongeveer 100 tot 150 jongeren kwamen opdagen.
- Den Haag, 28 juni 2020. Nadat er demonstranten naar een verboden demonstratie tegen de coronamaatregelen zijn gekomen,[26] wordt een noodverordening uitgevaardigd, zodat politie en ME de demonstranten van het Malieveld kunnen verwijderen.
- Diverse plaatsen, jaarwisseling 2020-2021. Rond de jaarwisseling worden in diverse plaatsen noodverordeningen uitgevaardigd vanwege de coronamaatregelen en het nationaal vuurwerkverbod, teneinde samenscholing, brandstichting en wanordelijkheden te voorkomen. Zo wordt op twee plekken in Hoogezand op 31 december een noodverordening uitgevaardigd.[27]
- Diverse plaatsen, januari 2021. In verschillende plaatsen worden in de loop van eind januari noodverordeningen uitgevaardigd ter voorkoming van een herhaling van de ongeregeldheden die waren begonnen direct nadat op 23 januari een nationale avondklok was ingesteld. Het gaat om in elk geval Apeldoorn, Gouda, Harderwijk, 's-Hertogenbosch, Leerdam, Leeuwarden, Meppel, Rotterdam, Sittard-Geleen, Stein, Veen, Venlo, Venray en Weert.[28][29]
- Apeldoorn, 29 juni 2022. De burgemeester van Apeldoorn vaardigt een noodverordening uit die het mogelijk maakt wegen af te sluiten, locaties te ontruimen en samenscholingen te verbieden teneinde boeren op tractoren tegen te houden die dreigen gearresteerde actievoerende collega's uit het politiebureau te bevrijden.[30]
- Haarlemmermeer, 26 juli 2025. De burgemeester van de gemeente Hoofddorp vaardigt een noodverordening uit voor het Haarlemmermeerse Bos omdat via sociale media wordt opgeroepen in het bos samen te komen voor een evenement zonder vergunning, wat zou kunnen leiden tot wanordelijkheden en onveilige situaties. Om dit te voorkomen werd het Haarlemmermeerse Bos van 26 juli 16:00 uur tot 27 juli 8:00 uur verboden terrein en werd er door de politie en handhavers toezicht gehouden om te kijken of niemand het bos in ging. Ook werden sociale media nauwlettend in de gaten gehouden.[31]